# Penisola Smith
La penisola Smith è una penisola lunga circa 45 km e larga 18 situata sulla costa orientale della Terra di Palmer, in Antartide. Completamente ricoperta dai ghiacci, la penisola si trova in particolare sulla costa di Lassiter, dove si estende nel mare di Weddell all'estremità orientale dei monti Hutton, separando l'insenatura di Keller, a nord, dall'insenatura Nantucket, a sud, e dove costituisce il confine meridionale della piattaforma glaciale Larsen, i cui ghiacci occupano quindi la sua costa settentrionale.

## Storia
La penisola fu scoperta grazie a fotografie aeree scattate nel corso della spedizione del Programma Antartico degli Stati Uniti d'America svolta nel 1939-41 al comando di Richard Evelyn Byrd e fu in seguito completamente cartografata grazie a ricognizioni terrestri svolte sia da membri della Spedizione antartica di ricerca Ronne, condotta nel 1947-48 al comando di Finn Rønne, sia del British Antarctic Survey, al tempo ancora chiamato "Falkland Islands Dependencies Survey". Proprio Rønne battezzò la penisola con il suo attuale nome in onore di Walter Smith, un ufficiale di coperta facente parte della sua spedizione.